# Synotaxidae
Synotaxidae là một họ nhện thuộc bộ Araneae. Trước năm 2016, họ này có 13 chi, tổng cộng có 68 loài. Các loài nhện trong họ này phân bố ở Trung Mỹ và Nam Mỹ, New Zealand và Úc. Tuy nhiên, kể từ năm 2016, hầu hết các chi trong họ này được di chuyển về họ mới Physoglenidae. Họ này chỉ còn mỗi chi Synotaxus.